# Schkwal

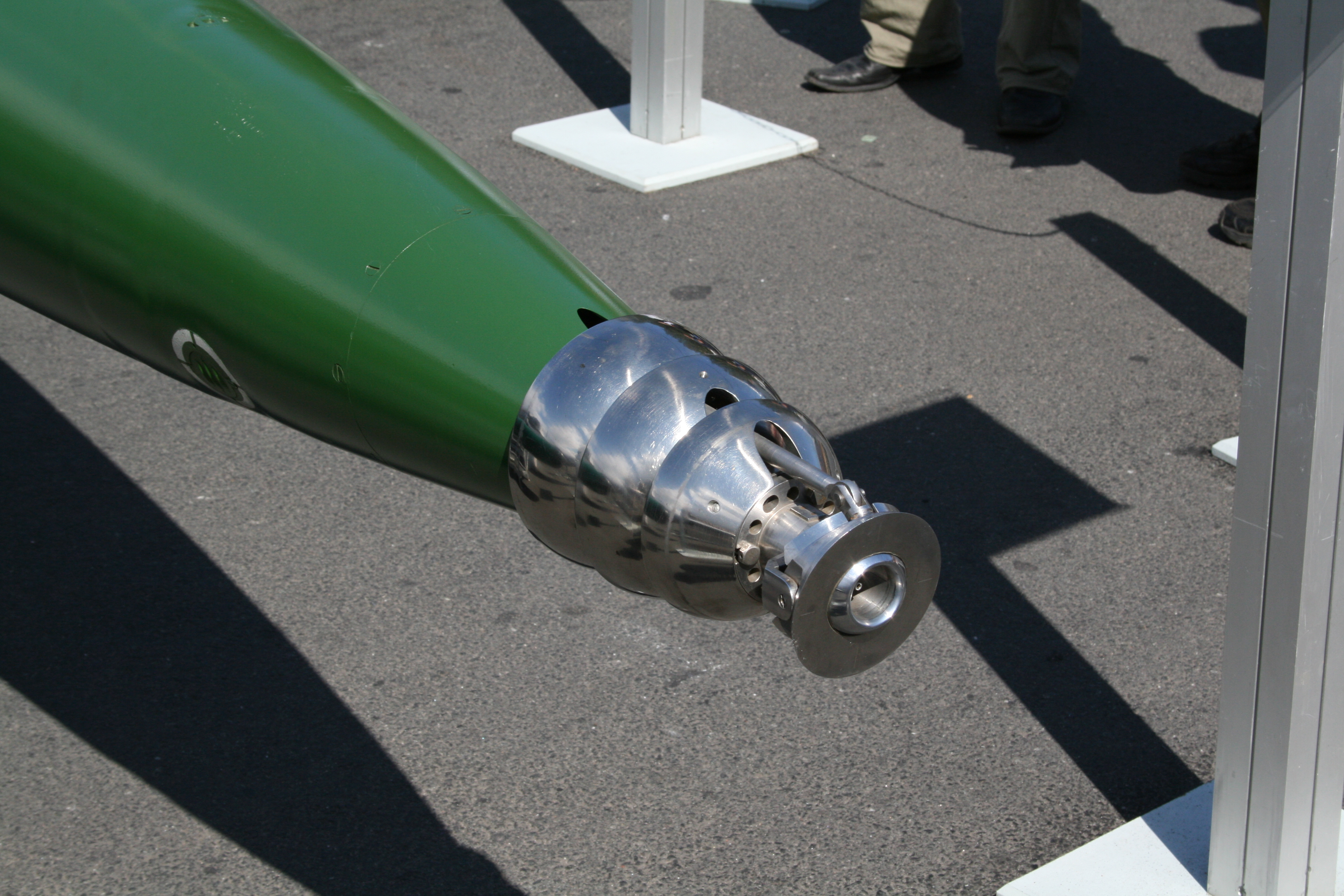
Spitze des Torpedos, die die Superkavitation auslöst

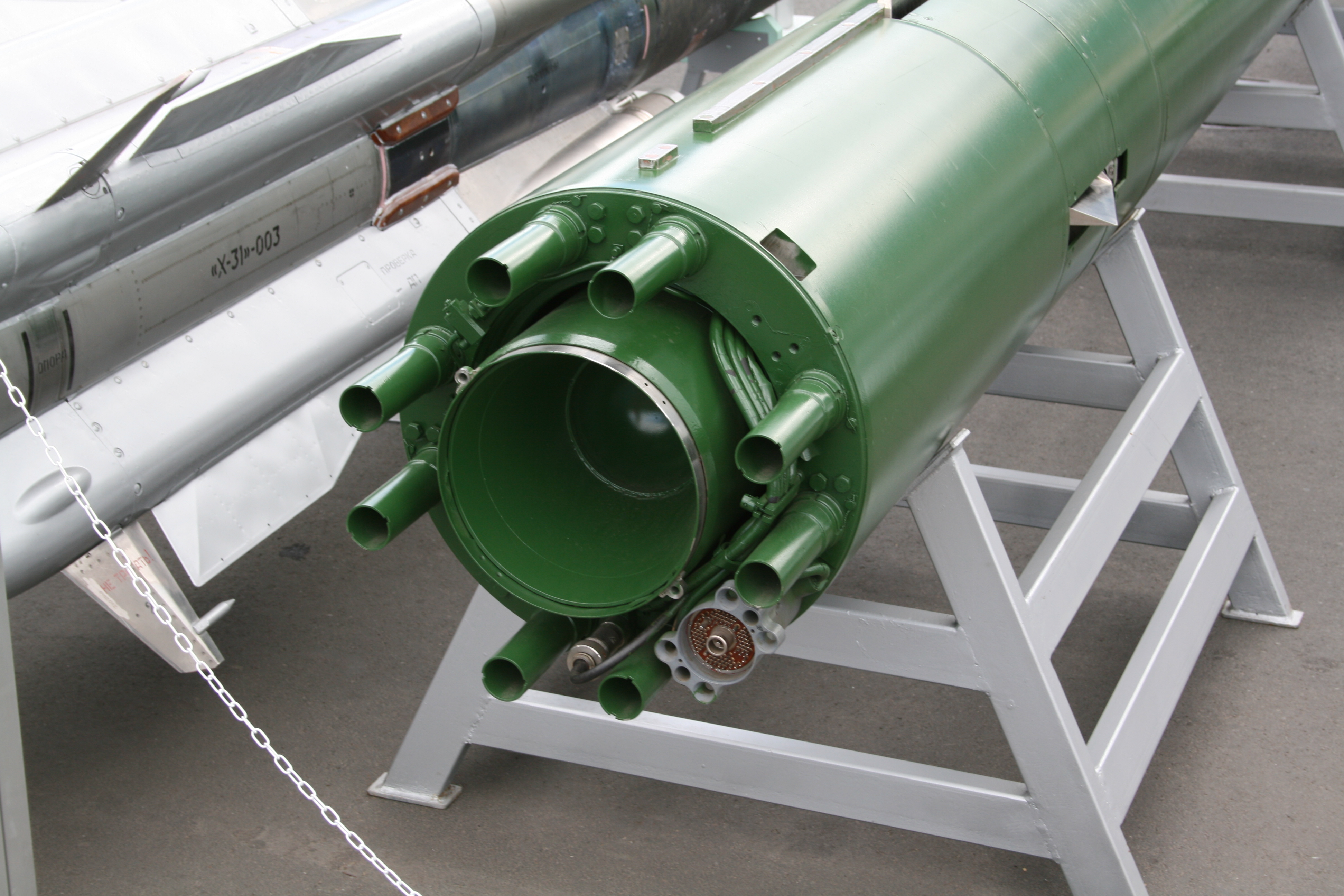
Heck des Torpedos mit Austrittsöffnungen für den Antriebsstrahl

Schkwal (russisch Шквал für Sturmböe, englische Transkription Shkval) ist der Name eines in der Sowjetunion entwickelten Torpedos mit reaktivem Antrieb, der zur Verminderung des Strömungswiderstandes die Superkavitation nutzt. Die offizielle Bezeichnung der russischen Seekriegsmarine lautet VA-111 Schkwal (russisch ВА-111 «Шквал»).

## Entwicklung
Wegen der Geheimhaltung in diesem Sektor waren zur Technik und zum Einsatzgebiet des Schkwal nur wenige präzise Informationen an die Öffentlichkeit gelangt. Die Forschungsarbeiten an Superkavitation-Torpedos im Forschungsinstitut NII-24 für Angewandte Hydromechanik begannen in den 1960er Jahren, als ein Prototyp mit der Bezeichnung M-5 entwickelt wurde. Dieser verfügte über ein Raketentriebwerk, welches als Treibstoff Wasserstoffperoxid und Kerosin verwendete. Basierend auf dem M-5-Entwurf wurde später im Konstruktionsbüro GNPO Region der VA-111 Schkwal entwickelt. Die ersten Versuchsmuster wurden 1977 an die Sowjetische Marine ausgeliefert. Die Serienversion wurde 1992 eingeführt.

## Beschreibung
Der Schkwal erreicht eine Geschwindigkeit von über 370 km/h. Er hat eine Länge von 8,2 Meter und ein Gewicht von ca. 2700 kg. Bevor das Haupttriebwerk zündet, wird der Schkwal durch acht ringförmig um das Haupttriebwerk verteilte kleine Starttriebwerke auf die zur Erzeugung der Superkavitation ausreichende Geschwindigkeit beschleunigt. Gasausstoßöffnungen im Bugbereich unterstützen die Bildung der Superkavitation zusätzlich. Am hinteren Teil des Rumpfes werden nach dem Start Kufen/Flossen ausgeklappt, die bis ins Wasser jenseits der Kaverne reichen. Sie stabilisieren den Torpedo ähnlich einem Leitwerk. Nach dem Start bleibt der Schkwal über einen sich abspulenden Draht mit der Abschussstelle verbunden. Frühe Versionen waren ungelenkt, die neueren Modelle Schkwal-15 und Schkwal-15B besitzen einen Aktuator, der die Front des Kavitators in einer Ebene kippen kann. Mit dem nur um eine Achse beweglichen Kavitator ist eine Lenkung in alle Richtungen möglich, weil der Torpedo durch die Leitkufen in Rotation versetzt wird. Ein ähnliches Steuerungsprinzip kommt auch bei einigen russischen Luft- und Panzerabwehrraketen zum Einsatz, charakteristisch ist der helixförmige Verlauf der Trajektorie.
Ein mögliches Einsatzgebiet des Schkwal-Torpedos ist die Abwehr feindlicher U-Boote. Da U-Boote aus sowjetischer Produktion bis ca. 1980 als relativ geräuschvoll gelten, waren sie zum Beispiel gegenüber vergleichsweise leisen westlichen Jagd-U-Booten im Nachteil. Durch den Abschuss von Superkavitationstorpedos entsteht durch deren Geschwindigkeit und das Erzwingen von Abwehrmaßnahmen des gegnerischen U-Bootes ein Zeitvorteil. Eine andere denkbare Einsatzvariante des Schkwal ist die Vernichtung von Flugzeugträgerkampfgruppen mittels eines nuklearen Sprengkopfes.

## Varianten
| Bezeichnung       | Beschreibung                                                                             | Gefechtskopf                       | Reichweite |
| ----------------- | ---------------------------------------------------------------------------------------- | ---------------------------------- | ---------- |
| M-5               | Ungelenkte Initialversion, Geschwindigkeit 194 Knoten                                    | Nukleargefechtskopf mit 150 kt     | 6,5–7 km   |
| VA-111 Schkwal    | Erste ungelenkte Serienversion, Geschwindigkeit 200 Knoten                               | Nukleargefechtskopf mit 2–5 kt     | 11 km      |
| VA-111E Schkwal-E | Exportversion des VA-111 ab 1995                                                         | konventioneller Sprengkopf, 350 kg | 7 km       |
| Schkwal-15        | Erste Version mit Drahtlenkung                                                           | Nukleargefechtskopf                |            |
| Schkwal-15B       | Verbesserter Schkwal-15                                                                  | konventioneller Sprengkopf, 100 kg | 11 km      |
| Schkwal-2         | Verbesserte Ausführung ab 2005 mit modifiziertem Lenksystem                              | konventioneller Sprengkopf, 210 kg | 15 km      |
| VA-111 Flurry-M   | Testversion ab 2010 mit größerer Tauchtiefe und Reichweite sowie höherer Geschwindigkeit |                                    |            |

## Verbreitung
Das Schkwal-Waffensystem wurde nach dem Ende des Ostblocks von den Nachfolgestaaten der Sowjetunion (GUS) anderen Staaten zum Kauf angeboten. Exporte gingen vermutlich an den Iran und China.